# Carl Gustav Zipser
Carl Gustav Zipser (auch Karl Gustav Zipser; * 22. August 1822 in Bielitz, Österreichisch Schlesien, Kaiserreich Österreich; † 10. Juli 1896 in Gelsendorf, Österreich-Ungarn) war ein lutherischer Pfarrer und Superintendent in Galizien.

## Leben
Carl Gustav Zipser besuchte das Staatsgymnasium in Teschen. Danach studierte er Evangelische Theologie in Wien für vier Jahre. Er unterrichtete als Lehrer in Gumpendorf und studierte danach Biologie.
1855 wurde er Pfarrer in Zaleszczyki. 1861 übernahm er die Pfarrstelle in Gelsendorf und wurde Senior von Mittelgalizien. 1886 wurde er zum Superintendenten für Galizien der Evangelischen Kirche A. B. in Österreich gewählt.
In seiner Amtszeit setzte er sich dafür ein, dass die deutschen evangelischen Schulen eine gemeinsame Organisation bekamen und nicht in öffentliche Einrichtungen umgewandelt wurden.

## Familie
Carl Gustav Zipser war verheiratet mit Maria Friederike Gloxin.
Sie hatten fünf Kinder:
- Louise Karoline Folwarczny (Folwartschny) (* 1870)[3]
- Maria Helene Friederike Zipser (* 1877)

und weitere drei Kinder.